# Campana para el queso

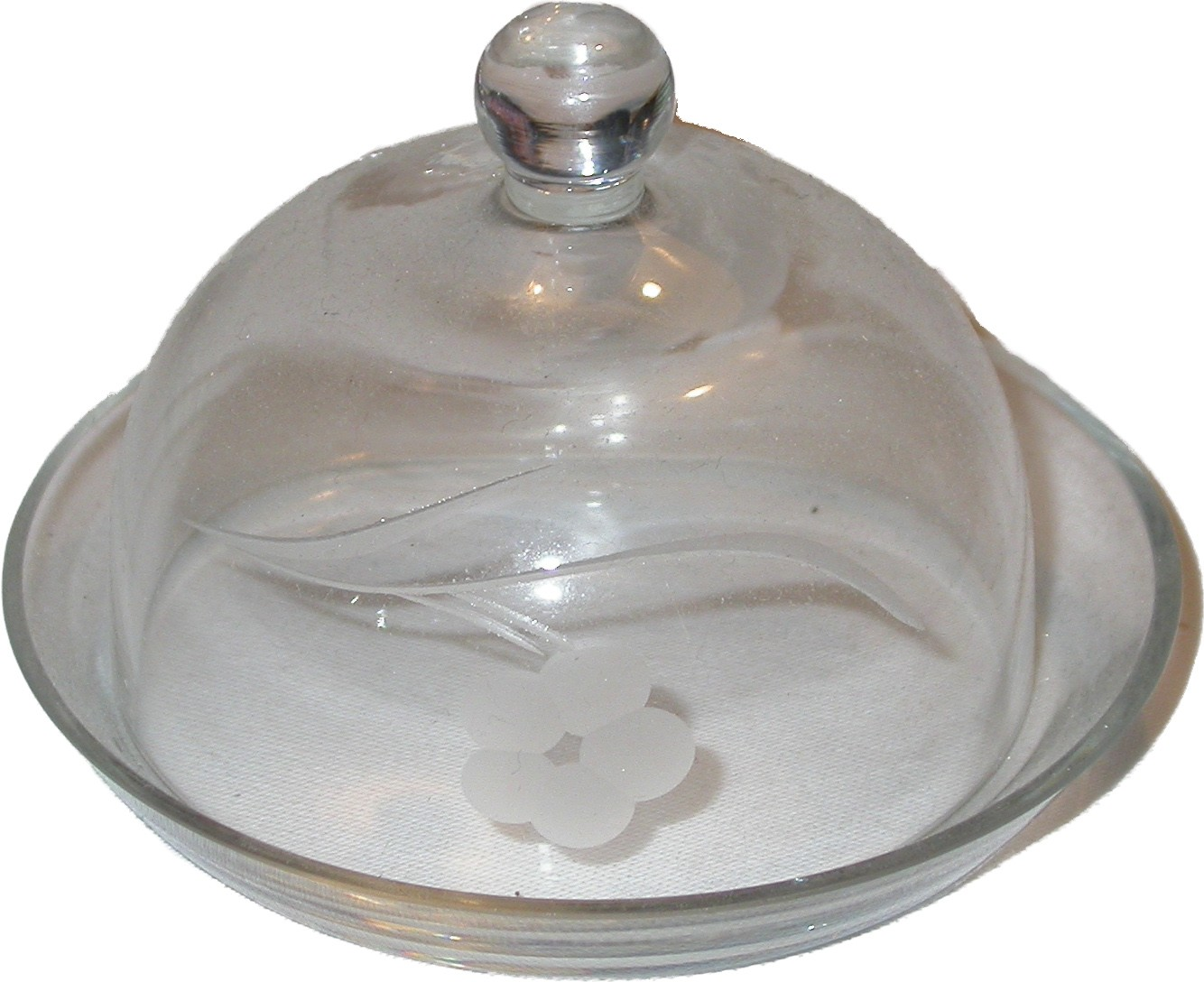
Una campana de queso de cristal vacía.

La campana de queso se emplea en algunos países a menudo para proteger el queso. La finalidad protectora entre otras es la de evitar que el queso entre en contacto con insectos u otras impurezas existentes en el aire y además aislar a las personas del olor que pueda despedir el mismo. La forma acampanada recuerda el nombre de una campana del cual proviene. 

## Empleo
La campana suele estar sujeta por una especie de plato de cristal o madera que contiene el queso. En la parte superior posee una especie de asa en forma de bulbo. En la superficie suele haber unas perforaciones para que el queso respire.  
- Datos: Q785162
- Multimedia: Cheese cover / Q785162